# Castro de Fuentidueña
Castro de Fuentidueña ist eine Gemeinde (municipio) in der spanischen Provinz Segovia. Sie liegt im Süden der Autonomen Region Kastilien und León, an der Nordwestabdachung der Sierra de Guadarrama. Sie hat 48 Einwohner (Stand: 2024). 

## Geographie
Castro de Fuentidueña liegt etwa 60 Kilometer nordnordöstlich vom Stadtzentrum von Segovia in einer Höhe von ca. 1095 m. 
Castro de Fuentidueña befindet sich innerhalb der Zone des kontinentalen mediterranen Klimas.

## Bevölkerungsentwicklung
| Jahr      | 1970 | 1981 | 1991 | 2001 | 2011 | 2021 |
| Einwohner | 212  | 117  | 106  | 83   | 50   | 48   |

## Sehenswürdigkeiten

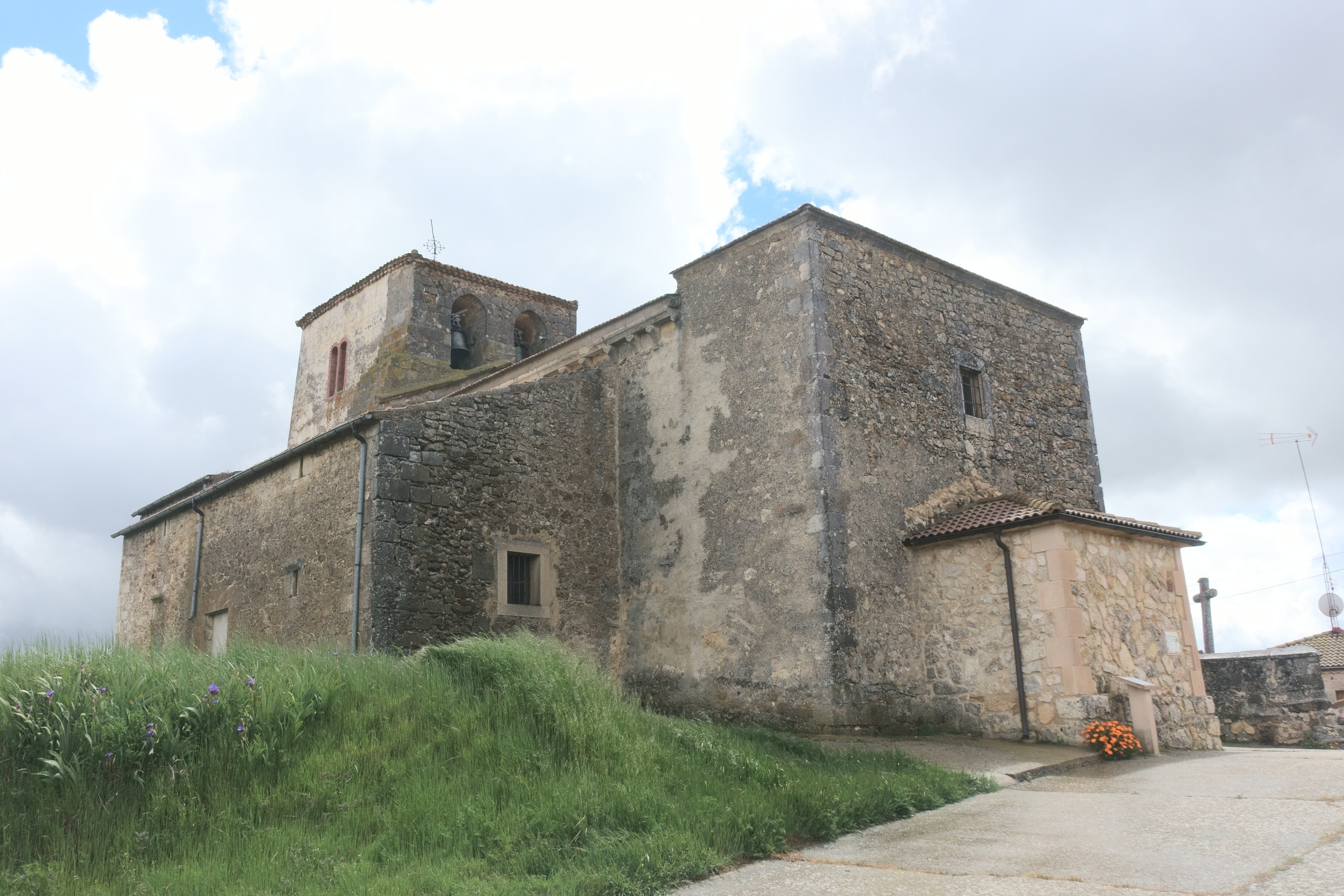
Kirche der Unbefleckten Empfängnis
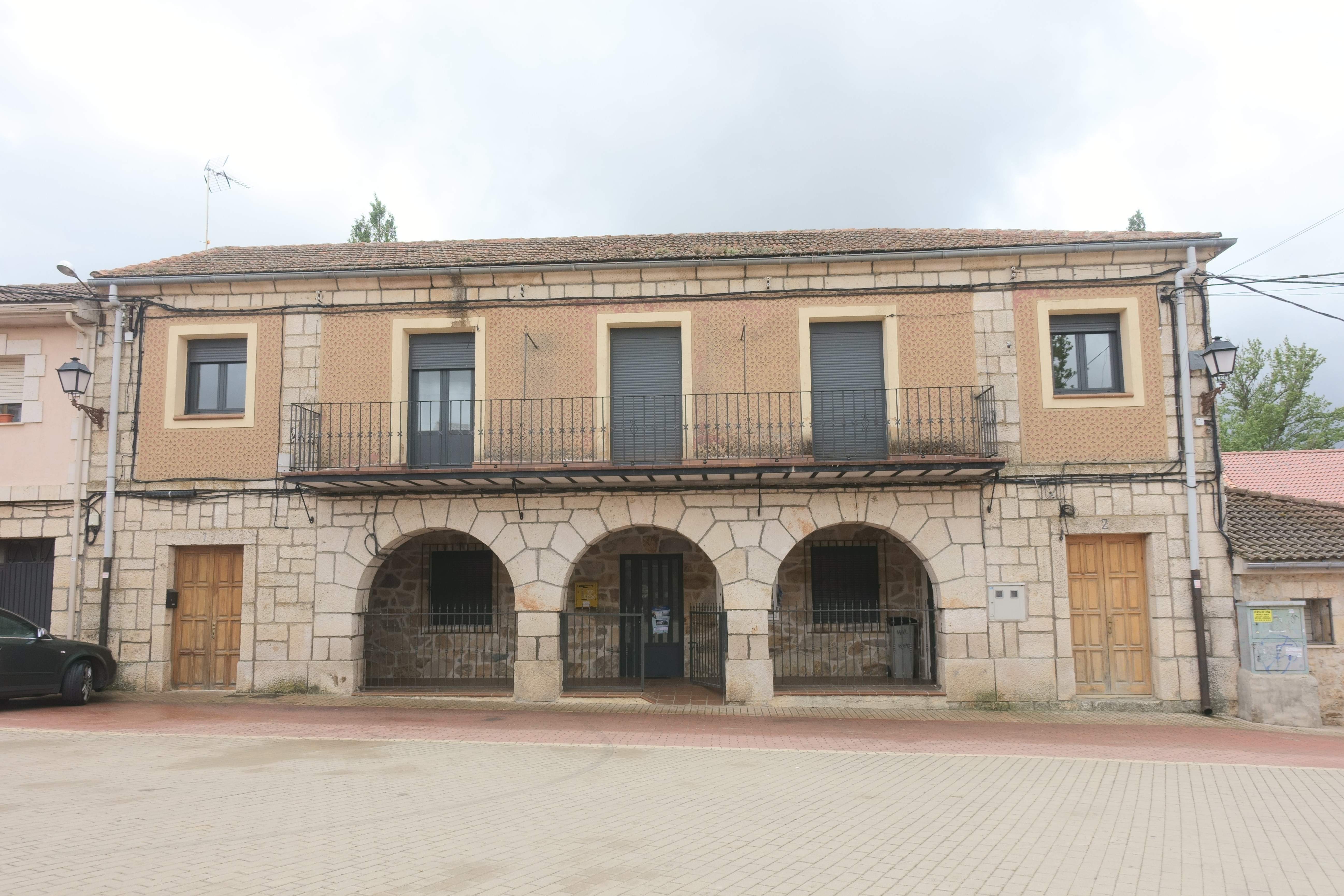
Rathaus

- Kirche der Unbefleckten Empfängnis
- Rathaus